# Fettercairn
Fettercairn, schottisch-gälisch: Fothair Chàrdainn, ist eine Ortschaft in der schottischen Council Area Aberdeenshire. Sie liegt in der traditionellen Grafschaft Kincardineshire etwa 22 Kilometer südwestlich von Stonehaven und 14 km nordöstlich von Montrose.

## Geschichte
Nordöstlich der Ortschaft befindet sich ein jungsteinzeitlicher- oder bronzezeitlicher Mound. Er ist ebenso wie das nahegelegene Herrenhaus Fettercairn House, das John Middleton, 1. Earl of Middleton 1666 errichten ließ, denkmalgeschützt. Nördlich liegt Fasque House, Sitz der Familie Gladstone, deren bekanntestes Mitglied der ehemalige britische Premierminister William Gladstone ist. Älter ist das südwestlich gelegene Tower House Balbegno Castle. Die neogotische Fettercairn Parish Church wurde 1804 errichtet. 20 Jahre später eröffnete die bis heute aktive Whiskybrennerei Fettercairn. Ein Bogen erinnert an den Besuch Königin Viktorias und Prinz Alberts im September 1861.
Im Jahre 1881 lebten 398 Personen in Fettercairn. 90 Jahre später wurden noch 281 Einwohner gezählt.

## Verkehr
Durch Fettercairn verläuft die B966. Fünf Kilometer östlich, bei Laurencekirk, verläuft die Fernstraße A90.